# Winterthurer Grossfeldtrophy 2017 (Sonntag)
Die Winterthurer Grossfeldtrophy 2017 (Sonntag) war die 3. Austragung des Winterthurer Handballgrossfeld-Cup-Wettbewerbs.

## Resultate

### Rangliste
| Pl.                               |  | Verein                               | Sp. | S | U | N | Tore    | Diff. | Punkte |
| --------------------------------- |  | ------------------------------------ | --- | - | - | - | ------- | ----- | ------ |
| 1.                                |  | SG Yellow/Pfadi/U19 Winterthur (WGT) | 4   | 3 | 0 | 1 | 072:570 | +15   | 06:20  |
| 2.                                |  | HC Andelfingen                       | 4   | 3 | 0 | 1 | 068:560 | +12   | 06:20  |
| 3.                                |  | TV Appenzell                         | 4   | 3 | 0 | 1 | 073:680 | +5    | 06:20  |
| 4.                                |  | HC Grün-Weiss Effretikon             | 4   | 1 | 0 | 3 | 068:760 | −8    | 02:60  |
| 5.                                |  | HC Rüti-Rapperswil-Jona              | 4   | 0 | 0 | 4 | 051:750 | −24   | 00:80  |
| Quelle: SHV, Stand: 18. Juni 2017 |  |                                      |     |   |   |   |         |       |        |

| Zum Rundenende 2017: |                                                                          |  |  |
|                      |                                                                          |  |  |
|                      | Qualifikation für die Finalrunde                                         |  |  |
|                      |                                                                          |  |  |
| Zum Saisonende 2016: |                                                                          |  |  |
| (WGT)                | Sieger Winterthurer Grossfeldtrophy 2016: SG Yellow/Pfadi/U19 Winterthur |  |  |

### Spiele
| 18. Juni 2017 8:30 Uhr | SG Yellow/Pfadi/U19 Winterthur | 17:16 | HC Grün-Weiss Effretikon | Stadion Schützenwiese, Winterthur |
| 18. Juni 2017 8:30 Uhr | (11:6)                         |       |                          | Stadion Schützenwiese, Winterthur |
| 18. Juni 2017 8:30 Uhr | [ 1 ]                          |       |                          | Stadion Schützenwiese, Winterthur |

| 18. Juni 2017 9:15 Uhr | HC Andelfingen | 19:12 | HC Rüti-Rapperswil-Jona | Stadion Schützenwiese, Winterthur |
| 18. Juni 2017 9:15 Uhr | (8:5)          |       |                         | Stadion Schützenwiese, Winterthur |
| 18. Juni 2017 9:15 Uhr | [ 1 ]          |       |                         | Stadion Schützenwiese, Winterthur |

| 18. Juni 2017 10:00 Uhr | TV Appenzell | 19:18 | HC Grün-Weiss Effretikon | Stadion Schützenwiese, Winterthur |
| 18. Juni 2017 10:00 Uhr | (9:7)        |       |                          | Stadion Schützenwiese, Winterthur |
| 18. Juni 2017 10:00 Uhr | [ 1 ]        |       |                          | Stadion Schützenwiese, Winterthur |

| 18. Juni 2017 10:45 Uhr | SG Yellow/Pfadi/U19 Winterthur | 12:14 | HC Andelfingen | Stadion Schützenwiese, Winterthur |
| 18. Juni 2017 10:45 Uhr | (9:8)                          |       |                | Stadion Schützenwiese, Winterthur |
| 18. Juni 2017 10:45 Uhr | [ 1 ]                          |       |                | Stadion Schützenwiese, Winterthur |

| 18. Juni 2017 11:30 Uhr | HC Rüti-Rapperswil-Jona | 18:19 | HC Grün-Weiss Effretikon | Stadion Schützenwiese, Winterthur |
| 18. Juni 2017 11:30 Uhr | (12:10)                 |       |                          | Stadion Schützenwiese, Winterthur |
| 18. Juni 2017 11:30 Uhr | [ 1 ]                   |       |                          | Stadion Schützenwiese, Winterthur |

| 18. Juni 2017 12:15 Uhr | TV Appenzell | 17:13 | HC Andelfingen | Stadion Schützenwiese, Winterthur |
| 18. Juni 2017 12:15 Uhr | (9:6)        |       |                | Stadion Schützenwiese, Winterthur |
| 18. Juni 2017 12:15 Uhr | [ 1 ]        |       |                | Stadion Schützenwiese, Winterthur |

| 18. Juni 2017 13:00 Uhr | SG Yellow/Pfadi/U19 Winterthur | 19:8 | HC Rüti-Rapperswil-Jona | Stadion Schützenwiese, Winterthur |
| 18. Juni 2017 13:00 Uhr | (12:3)                         |      |                         | Stadion Schützenwiese, Winterthur |
| 18. Juni 2017 13:00 Uhr | [ 1 ]                          |      |                         | Stadion Schützenwiese, Winterthur |

| 18. Juni 2017 13:45 Uhr | HC Andelfingen | 22:15 | HC Grün-Weiss Effretikon | Stadion Schützenwiese, Winterthur |
| 18. Juni 2017 13:45 Uhr | (11:8)         |       |                          | Stadion Schützenwiese, Winterthur |
| 18. Juni 2017 13:45 Uhr | [ 1 ]          |       |                          | Stadion Schützenwiese, Winterthur |

| 18. Juni 2017 14:30 Uhr | TV Appenzell | 18:13 | HC Rüti-Rapperswil-Jona | Stadion Schützenwiese, Winterthur |
| 18. Juni 2017 14:30 Uhr | (9:5)        |       |                         | Stadion Schützenwiese, Winterthur |
| 18. Juni 2017 14:30 Uhr | [ 1 ]        |       |                         | Stadion Schützenwiese, Winterthur |

| 18. Juni 2017 15:15 Uhr | SG Yellow/Pfadi/U19 Winterthur | 24:19 | TV Appenzell | Stadion Schützenwiese, Winterthur |
| 18. Juni 2017 15:15 Uhr | (8:11)                         |       |              | Stadion Schützenwiese, Winterthur |
| 18. Juni 2017 15:15 Uhr | [ 1 ]                          |       |              | Stadion Schützenwiese, Winterthur |